# 油谷倭文子
油谷 倭文子（ゆや しずこ、享保18年（1733年） - 宝暦2年7月18日（1752年8月27日））は、江戸時代中期の女流歌人。名は八代子、いく子。姓は弓屋、油屋とも。

## 経歴・人物
江戸京橋の商人伊勢屋油谷平右衛門の娘。賀茂真淵に師事し、鵜殿余野子、土岐筑波子とともに「県門の三才女」と称せられたが、20歳で死去した。家集に『文布』。